# 항구 8번가
항구 8번가는 한국에서 제작된 임원식 감독의 1969년 영화이다. 남진 등이 주연으로 출연하였고 신태일 등이 제작에 참여하였다.

## 출연

### 주연
- 남진
- 김지수
- 김혜정

## 제작진
- 조명: 박창호
- 미술: 정우택